# Conversazioni con un killer: Il caso Bundy
Conversazioni con un killer: Il caso Bundy (Conversations with a Killer: The Ted Bundy Tapes) è un documentario in quattro parti del 2019 diretto da Joe Berlinger sulla vita e sui crimini del serial killer statunitense Ted Bundy.
La docu-serie venne diffusa sulla piattaforma di streaming Netflix il 24 gennaio 2019, nel 30º anniversario dell'esecuzione di Bundy. Creata e diretta da Joe Berlinger, la serie attinge ad oltre 100 ore di registrazioni di interviste fatte a Bundy in carcere.

## Descrizione
La docuserie ripercorre cronologicamente la vita, i crimini, gli arresti, le fughe e la morte di Bundy. I filmati d'archivio, le prove della polizia, le foto personali e le interviste a Bundy di Stephen Michaud del 1980 effettuate nel braccio della morte sono tutti elementi presenti nella serie. Le persone legate al caso Bundy includono vittime sopravvissute, testimoni, la sua famiglia e gli ex amici, insieme a ufficiali e funzionari di polizia, e giornalisti.

## Episodi
| #  | Data            | Titolo                      | Regista       |
| -- | --------------- | --------------------------- | ------------- |
| 1° | 24 gennaio 2019 | Un demonio attraente        | Joe Berlinger |
| 2° | 24 gennaio 2019 | Uno di noi                  | Joe Berlinger |
| 3° | 24 gennaio 2019 | Non tocca a me sorvegliarlo | Joe Berlinger |
| 4° | 24 gennaio 2019 | Brucia, Bundy, brucia       | Joe Berlinger |